# Pablo Solares
Pour les articles homonymes, voir Solares (homonymie).
Pablo Solares Legorreta (né le 22 décembre 1984 à San Luis Potosí) est un athlète mexicain, spécialiste du demi-fond.
Il a détenu les records nationaux du 800 m, établi en 2008 aux championnats du Mexique, et du 1 500 m. Il remporte le bronze du 800 m lors des Championnats d'Amérique centrale et des Caraïbes d'athlétisme 2008 et lors des Jeux d'Amérique centrale et des Caraïbes de 2010, médaille qu'il améliore quatre ans après aux Jeux suivants sur 1 500 m.

## Palmarès
| Date | Compétition                                      | Lieu         | Résultat | Épreuve | Temps         |
| ---- | ------------------------------------------------ | ------------ | -------- | ------- | ------------- |
| 2007 | Championnats NACAC                               | San Salvador | 2e       | 800 m   | 1 min 49 s 28 |
| 2007 | Championnats NACAC                               | San Salvador | 1er      | 1 500 m | 3 min 45 s 29 |
| 2008 | Championnats d'Amérique centrale et des Caraïbes | Cali         | 3e       | 800 m   | 1 min 47 s 18 |
| 2010 | Jeux d'Amérique centrale et des Caraïbes         | Mayagüez     | 3e       | 1 500 m | 3 min 45 s 30 |
| 2014 | Jeux d'Amérique centrale et des Caraïbes         | Veracruz     | 2e       | 1 500 m | 3 min 45 s 62 |

## Records
| Épreuve                   | Performance        | Lieu      | Date            |
| ------------------------- | ------------------ | --------- | --------------- |
| 800 mètres                | 1 min 46 s 27      | Monterrey | 22 juin 2008    |
| 1 000 mètres piste courte | 2 min 22 s 08 (NR) | New York  | 16 janvier 2015 |
| 1 500 mètres              | 3 min 36 s 67      | New York  | 30 mai 2009     |
| Mile piste courte         | 3 min 54 s 52 (NR) | Boston    | 7 février 2009  |